# Chaceus pearsei
Chaceus pearsei е вид десетоног ракообразен организъм от семейство Pseudothelphusidae. Видът не е застрашен от изчезване.

## Разпространение и местообитание
Разпространен е в Колумбия.
Обитава сладководни басейни, морета, реки и потоци.

## Описание
Популацията на вида е стабилна.